# Apocryptus quinquedentatus
Apocryptus quinquedentatus är en stekelart som beskrevs av Wang 2001. Apocryptus quinquedentatus ingår i släktet Apocryptus och familjen brokparasitsteklar. Inga underarter finns listade i Catalogue of Life.